# ورونلا
ورونلا (به ایتالیایی: Veronella) یک کومونه در ایتالیا است که در استان ورونا واقع شده‌است. ورونلا ۲۰٫۸ کیلومتر مربع مساحت و ۳٬۹۴۶ نفر جمعیت دارد و ۲۱ متر بالاتر از سطح دریا واقع شده‌است.